# Zhukovsky (huyện của Bryansk)
Huyện Zhukovsky (tiếng Nga: ? райо́н) là một huyện hành chính tự quản (raion), của Tỉnh Bryansk, Nga. Huyện có diện tích 1110 kilômét vuông, dân số thời điểm ngày 1 tháng 1 năm 2000 là 37800 người. Trung tâm của huyện đóng ở Zhukovka.